# Władcy Longueville

## Panowie de Longueville
- ???? – ok. 1085: Gautier Giffard I
- ok. 1085–1102: Gautier Giffard II

## Hrabiowie de Longueville
- Wilhelm Marshal
- Enguerrand de Marigny
- 1316–1319: Ludwik d'Évreux
- 1319–1343: Filip d'Évreux
- 1343–1356: Karol II Zły
- Karol d’Artois
- 1361–1363: Filip II d'Évreux
- 1363–1364: Karol II Zły
- 1364–1380: Bertrand du Guesclin
- 1421–1424: Gaston de Foix
- 1424–1424: Archibald Douglas
- 1443–1468: Jean de Dunois
- 1468–1491: Franciszek I
- 1491–1505: Franciszek II

## Książęta Longueville
- 1505–1512: Franciszek II
- 1512–1515: Renata
- 1515–1516: Ludwik I
- 1516–1524: Klaudiusz
- 1524–1537: Ludwik II
- 1537–1551: Franciszek III
- 1551–1573: Leonor
- 1573–1595: Henryk I
- 1595–1663: Henryk II
- 1663–1668: Jan Ludwik
- 1668–1672: Karol Parys

1672 – powrót do domeny królewskiej